# Agricultura en Alemania

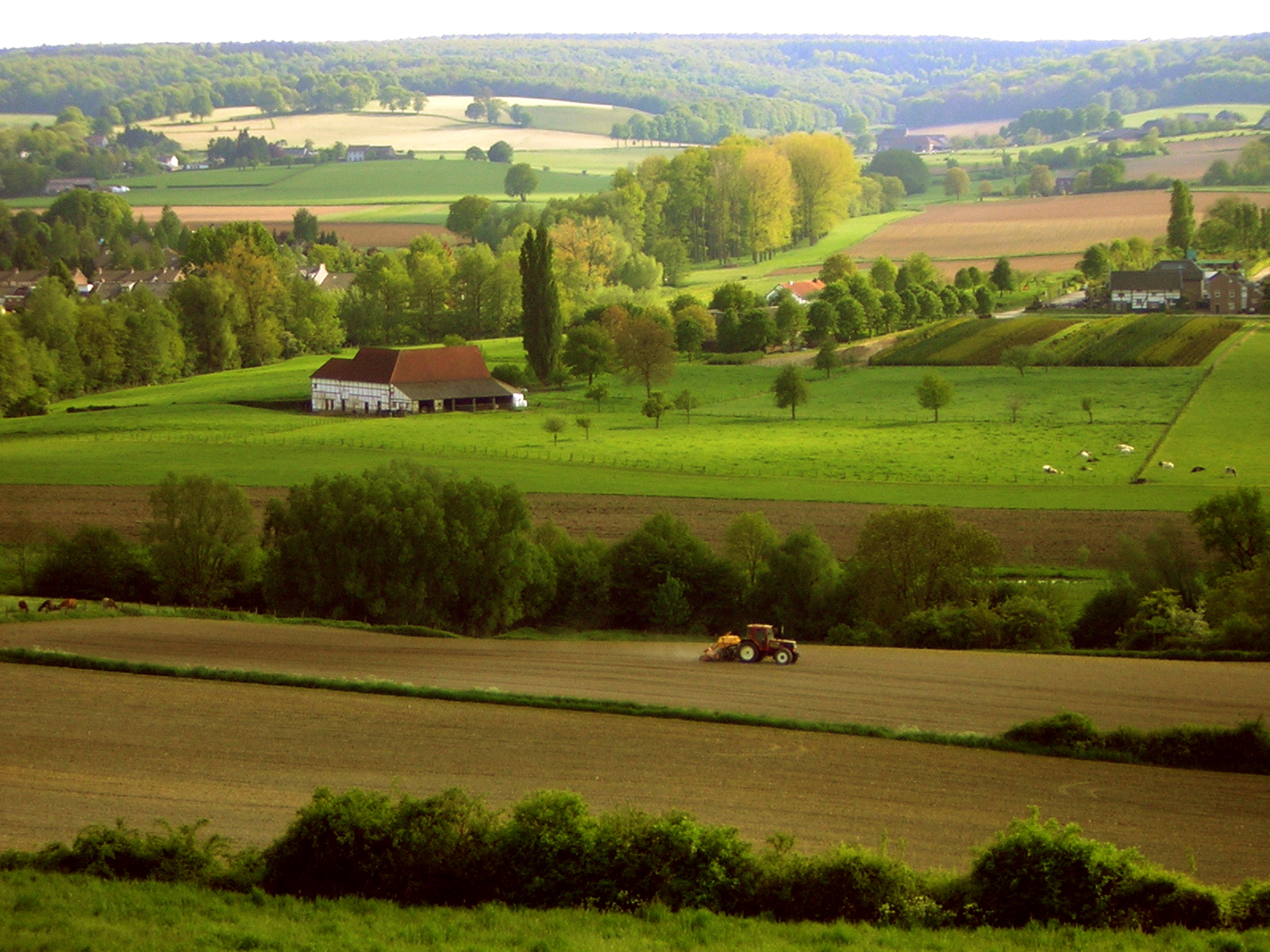
Vista desde Schneeberg (Aachen) en Alemania hasta Oud-Lemiers en los Países Bajos

La agricultura en Alemania representa un pequeño sector de la economía alemana. Ha disminuido en importancia durante el siglo XX y en 1989 representó sólo el 1,6 por ciento del PIB de Alemania Occidental. Aunque la participación de la agricultura en el PIB de Alemania del Este fue dos veces mayor que en el oeste, incluso después de que las dos economías fueron unificadas, se espera que la participación de la agricultura en el PIB ascendería a sólo un dos por ciento. Sin embargo, a pesar del pequeño tamaño del sector, sigue siendo políticamente importante. Las papas y cereales son su principal producto agrícola.

## Historia
En 1882, la entonces "Oficina Alemana de Estadística" registró la siguiente distribución de la superficie agrícola:
| Zona              | Superficie   | < 1 ha | 1–10 ha | 10–100 ha | > 100 ha |
| ----------------- | ------------ | ------ | ------- | --------- | -------- |
| Imperio Alemán    | 5.276.344 ha | 2,4 %  | 25,6 %  | 47,6 %    | 24,4 %   |
| Alsacia Lorena    | 233.866 ha   | 5,0 %  | 51,8 %  | 35,9 %    | 7,3 %    |
| Baviera           | 681.521 ha   | 1,6 %  | 35,6 %  | 60,5 %    | 2,3 %    |
| Prusia Oriental   | 188.179 ha   | 1,0 %  | 9,3 %   | 51,1 %    | 38,6 %   |
| Prusia Occidental | 134.026 ha   | 1,3 %  | 9,1 %   | 42,5 %    | 47,1 %   |
| Pomerania         | 169.275 ha   | 1,3 %  | 10,1 %  | 31,2 %    | 57,4 %   |

La agricultura alemana pasó por una fase especial durante el período de la Reichsnährstand como resultado de la ideología de sangre y suelo del gobierno nacionalsocialista.
La división de Alemania después de la Segunda Guerra Mundial y los diversos sistemas políticos que surgieron de ella llevaron a diferentes desarrollos en Alemania Oriental y Occidental, que, sin embargo, han estado convergiendo nuevamente desde la reunificación. En Alemania del Este, donde las granjas fueron colectivizadas bajo el régimen socialista, se había producido alrededor de 5.100 explotaciones colectivas de producción agrícola con un promedio de 4.100 hectáreas cultivadas. Desde la unificación, alrededor de tres cuartas partes de las granjas colectivas se han mantenido como cooperativas, asociaciones o sociedades anónimas. Las otras fueron devueltas a sus propietarios originales - si se pudieran encontrar los propietarios - o se han vendido de forma privada, convirtiéndose en unas 14.000 fincas privadas. En el oeste de Alemania y en las explotaciones recientemente privatizadas en Alemania del este, predominan las granjas familiares. Para las 630.000 granjas, hay 750.000 empleados a tiempo completo. También hay, sin embargo, muchos más empleados a tiempo parcial, y la mayoría de las granjas no presentan una ocupación a tiempo completo por parte de sus propietarios.
Aunque el número de explotaciones ha disminuido, la producción ha aumentado a través de métodos de producción más eficientes. A comienzos de 1990, un solo agricultor podría producir alimentos suficientes para setenta y cinco personas, mucho más de lo que era en los años 1950 o 1960.
El número de explotaciones ha disminuido de manera constante en Alemania Occidental, de 1,6 millones en 1950 a 630.000 en 1990. 
Desde la reforma monetaria en adelante, los agricultores de Alemania Occidental utilizaron todos los avances técnicos posibles en ese momento para producir alimentos, lo que llevó a un aumento anual en los rendimientos del 2 por ciento. Además, la conversión de animales de tiro (caballos y vacas) en tractores liberó el área de forraje para la producción de alimentos. El aumento de la oferta resultante dio lugar a reducciones de los precios reales de los productos agrícolas. Mediante precios garantizados para varios productos y la introducción de una pensión de agricultores, Konrad Adenauer y Edmund Rehwinkeltrata de paliar el creciente empobrecimiento de los agricultores. Aunque la estructura de la finca ha cambiado significativamente a favor de unidades más grandes en 40 años, los ingresos aún eran muy diferentes en 1989. El número de pequeños agricultores con 1 a 5 hectáreas fue 31 por ciento, el de fincas medianas con 5 a 50 hectáreas fue 62 por ciento y el de fincas grandes con más de 50 hectáreas fue 7 por ciento de las fincas. En ocasiones, hasta el 25 por ciento de las familias agrícolas tenían un ingreso familiar neto per cápita mensual inferior al de las familias de trabajadores asalariados.
Sin embargo, los agricultores suelen tener una fortuna en forma de bienes raíces. La pobreza de ingresos entre los agricultores en Alemania no va de la mano con una oferta insuficiente en las áreas de nutrición, vivienda o educación de los niños. También hay otras orientaciones de valores menos orientadas materialmente en el medio agrícola, lo que significa que la pobreza entre los hijos de los agricultores a veces tiene diferentes consecuencias. En vista de un concepto de pobreza que no solo está ligado al dinero, sino que también tiene en cuenta la situación de vida completa del grupo de población en cuestión, es cuestionable si se puede hablar aquí de “pobreza real”.
Durante los últimos 65 años, más del 80 por ciento de los exgerentes de fincas han tomado la decisión de renunciar a la finca, principalmente por consideraciones financieras. Como regla general, las granjas vecinas se apoderan de las tierras agrícolas, pero los edificios vacíos se están convirtiendo cada vez más en un problema. Si bien había 1,65 millones de granjas en Alemania en 1949, cada una de las cuales suministraba alimentos a 10 personas, en 2013 solo había 285.000 granjas, cada una de las cuales suministraba alimentos a 144 consumidores. El hecho de que los agricultores activos tengan ahora tres veces el número de beneficiarios de pensiones agrícolas es la consecuencia lógica del enorme cambio estructural.

### Posición social de los agricultores
La posición social de los agricultores alemanes en la historia se ha caracterizado desde la Edad Media por la servidumbre, el hambre, la rebelión en las guerras campesinas y la estructura agrícola regionalmente muy diferente. Después de la Paz de Tilsit en 1807, Karl Freiherr vom Stein y Karl August Fürst von Hardenberg fueron los principales iniciadores de una nueva constitución agrícola, y Wilhelm von Humboldtinició reformas en la educación. A diferencia de la población urbana, los agricultores estaban mejor protegidos contra la desnutrición porque podían mantenerse a sí mismos. Franziska Tollnek y Jörg Baten describen en 2017 que esto tuvo efectos positivos en sus habilidades cognitivas. Como resultado, hubo un modesto ascenso social de los agricultores, que fue asegurado por la fusión de los agricultores en cooperativas, asociaciones como la Sociedad Agrícola Alemana y la mejora de la formación mediante el establecimiento de escuelas técnicas y academias agrícolas. Ejemplos de esto son la Friedrich-Wilhelms-Universität Berlin, la Academia Agrícola Möglin o la Academia Hohenheim.

## Producción
Los productos agrícolas varían de región a región. Alemania, conocida por su gran población de 82,5 millones de personas, se compone principalmente de grandes tierras de agricultura. En el terreno llano del norte de Alemania y sobre todo en las tierras del este, son cultivados los cereales y la remolacha azucarera. En otros lugares, con terrenos más accidentados y montañosos, incluso, los agricultores producen vegetales, leche, carne de cerdo y carne de res. Casi todas las grandes ciudades están rodeadas de huertos frutales y granjas de hortalizas. La mayoría de los valles de los ríos en Alemania meridional y occidental, sobre todo a lo largo del Rin y del Meno, poseen viñedos. La cerveza es producida principalmente, pero no exclusivamente, en Baviera.
A pesar de la tecnología moderna, los agricultores tienen una gran carga de trabajo. Según la Oficina Federal de Estadística, los empleados en Alemania trabajaron un promedio de 1363 horas en 2013, mientras que en agricultura y silvicultura se trabaja un promedio de 1664 horas. La razón aducida es la alta proporción del 49 por ciento de agricultores autónomos que, según estas estadísticas, trabajaron 2003 horas. A pesar de que el uso de tecnología moderna ha contribuido significativamente al hecho de que el trabajo físico y las horas de trabajo han disminuido significativamente en la agricultura, el trabajo de 18 a 20 horas diarias es común en las granjas ahora mucho más grandes, especialmente para la siembra, el cuidado y el tiempo de cosecha.
Los agricultores tratan de limitar los altos costos de mecanización de máquinas y dispositivos con tiempos de funcionamiento cortos mediante la membresía en grupos que comparten la compra y uso de máquinas y los contratistas de puesta en servicio. Además, las medidas de conservación del paisaje y el trabajo forestal a menudo se transfieren a los distritos y municipios. Numerosos agricultores también intentan generar ingresos adicionales mediante actividades de turismo en la granja, la producción de materias primas renovables y el establecimiento de plantas de biogás. Además, la mayoría de los agricultores utilizan los programas de apoyo de la Unión Europea para garantizar sus ingresos.

## La agricultura alemana y la Unión Europea
Desde la década de 1960, la política agrícola alemana no se ha hecho en Alemania, sino en la Unión Europea. Todas las leyes y reglamentos agrícolas están escritos en Bruselas, a menudo después de difíciles negociaciones entre la productores de alimentos y los estados consumidores de alimentos. El principal objetivo de estas negociaciones es obtener altos ingresos para los agricultores, manteniendo los precios de mercado lo suficientemente bajos como para evitar las protestas de los consumidores. Para compensar la diferencia, la CE adoptó la Política Agrícola Común, programa de subsidios y el programa de subvenciones a la exportación, los cuales se benefician a los agricultores alemanes, así como otros agricultores de la UE. A cambio, los agricultores alemanes han cumplido con las directivas europeas sobre la calidad y cantidad de la producción